# Orobanches Generis Diaskene
Orobanches Generis Diaskene (abreviado Orobanches Gen. Diask.) es un libro con ilustraciones y descripciones botánicas que fue escrito por el botánico alemán Karl Friedrich Wilhelm Wallroth y publicado en el año 1825 con el nombre de Orobanches Generis Diaskeue [romanized] ad Carolam Mertensium. Francofurti ad Moenum : F. Wilmans.